# Hedy Iracema-Brügelmann
Hedy Iracema-Brügelmann (Porto Alegre, 16 augustus 1879 - Karlsruhe, 9 april 1941) was een Duits operasopraan.

## Professionele carrière
Iracema-Brügelmann werd geboren als Hedwig Hänsel en was de dochter van Duitse ouders die naar Brazilië waren geëmigreerd. Ze trouwde met de koopman en bankdirecteur Theodor Brügelmann, die de kleinzoon was van de industriële pionier Johann Gottfried Brügelmann. Hun zoon Hermann Brügelmann werd een notabele politicus. Iracema is een anagram van het woord America.
Ze studeerde zang aan het conservatorium van Keulen. Op advies van componist/dirigent Max von Schillings koos ze voor een carrière in het theater, nadat ze zichzelf al had bewezen als concertzangeres. Ook kreeg ze zangles van Paul Haase.
Iracema-Brügelmann maakte haar debuut aan de Hofoper in Stuttgart in 1910 als Elisabeth in Wagners Tannhäuser. In 1913 verscheen ze als gast in de Royal Opera House in Covent Garden als de maarschalkin in Richard Strauss' Der Rosenkavalier, een rol die ze ook inzong aan de Opera van Zurich in 1917. Op 26 september 1915 zong ze de titelrol in de wereldpremière van Max von Schillings' opera Mona Lisa, een rol die ze ook zong in Amsterdam in 1916.
In 1916 kreeg ze het Charlottenkreuz.
Ze was lid van de Weense Staatsopera van 1917 tot 1920 en van 1920 tot 1926 werkte ze bij het Badisches Staatstheater Karlsruhe. Ze moest haar professionele zangcarrière beëindigen vanwege gezondheidsproblemen. Na haar afscheid bij het toneel werkte ze als zanglerares in Karlsruhe. Ze overleed in die stad in 1941.